# Gerard Ledesma
Gerard Ledesma (né le 26 janvier 2003) est un coureur cycliste espagnol, originaire de Catalogne.

## Biographie
Gerard Ledesma est formé dans un club cycliste de Sant Boi de Llobregat. Chez les espoirs, il devient champion de Catalogne du critérium en 2022,. Il termine également deuxième du Tour de Valence en 2024. Cette même année, il obtient de bons résultats dans des courses régionales. Sa régularité lui permet de remporter le Challenge de la Communauté valencienne. 
En 2025, il intègre le VC Fukuoka, une équipe continentale basée au Japon. Il court notamment aux côtés de son compatriote Benjamín Prades, lui aussi membre de cette structure. Avec cette formation, il s'impose au mois de février sur le Grand Prix Aspendos. Il s'agit de sa première victoire acquise sur une compétition inscrite au calendrier de l'UCI. 

## Palmarès
- 2022
  - Champion de Catalogne du critérium espoirs
- 2024
  - Challenge de la Communauté valencienne
  - 2e du Gran Premi Ripoll
  - 2e du Tour de Valence
  - 3e du Gran Premi Odena
  - 3e du Trofeu Sant Bertomeu
- 2025
  - Grand Prix Aspendos